# Stara maslina na Mirovici
Stara maslina na Mirovici – okaz oliwki europejskiej rosnący około kilometr na południe od miejscowości Stari Bar, w Czarnogórze. Uważane jest za jedno z najstarszych drzew w Europie, w 2015 roku jego wiek oszacowano na około 2240 lat.
W 1957 roku drzewo uznano za pomnik przyrody. Od 1987 roku każdego listopada pod drzewem organizowany jest festiwal twórczości dziecięcej „Susreti pod Starom Maslinom”. W 2008 roku teren wokół drzewa uporządkowano i zamieniono na park, do którego wstęp jest płatny. W 2015 roku naukowcy z Uniwersytetu Stambulskiego ocenili wiek głównego pnia na około 2240 lat (minimalnie 2007, maksymalnie 2473), co pozwala uznać drzewo za jedno z najstarszych w Europie.
Drzewo przetrwało co najmniej dwa pożary. Związane są z nim pewne wierzenia i legendy. Było odwiedzane przez wielu ludzi w nadziei, iż zapewni im uzdrowienie, szczęście lub powodzenie. Jedno z podań mówi, że nazwa okolicy (Mirovica) związana jest z tym drzewem, ponieważ często dochodziło pod nim do pojednania zwaśnionych stron (mir w lokalnym języku oznacza pokój). W 1941 roku rzekomo włoskie władze oferowały ówczesnemu właścicielowi terenu 2,5 mln lirów w złocie za zakup drzewa, które zamierzano wykopać i przetransportować do Bari. W okolicy drzewa rośnie siedem innych, starych drzew oliwnych, których wiek ocenia się na 500–700 lat. Stara maslina wciąż wydaje owoce, z których wytwarzany jest olej, sprzedawany turystom.